# Both Sides of the Sky
Both Sides of the Sky – pośmiertnie wydana kompilacja utworów studyjnych Jimiego Hendriksa, zawierająca 13 utworów nagranych pomiędzy styczniem 1968 a lutym 1970 roku.

## Lista utworów
Autorem wszystkich utworów, chyba że zaznaczono inaczej jest Jimi Hendrix.
| Nr  | Tytuł utworu                                  | Długość |
| --- | --------------------------------------------- | ------- |
| 1.  | „Mannish Boy” (Morganfield, McDaniel, London) | 5:01    |
| 2.  | „Lover Man”                                   | 3:05    |
| 3.  | „Hear My Train a Comin’”                      | 7:26    |
| 4.  | „Stepping Stone”                              | 3:12    |
| 5.  | „$20 Fine” (Stills)                           | 4:59    |
| 6.  | „Power of Soul”                               | 5:55    |
| 7.  | „Jungle”                                      | 3:28    |
| 8.  | „Things I Used To Do” (Jones)                 | 3:41    |
| 9.  | „Georgia Blues”                               | 7:55    |
| 10. | „Sweet Angel”                                 | 3:54    |
| 11. | „Woodstock”                                   | 5:19    |
| 12. | „Send My Love to Linda”                       | 4:36    |
| 13. | „Cherokee Mist”                               | 7:01    |
|     |                                               | 1:05:32 |

## Artyści nagrywający płytę
- Jimi Hendrix – gitara, śpiew, gitara basowa – 11
- Mitch Mitchell – perkusja –  3, 8 – 10, 13
- Billy Cox – gitara basowa – 1, 2, 4 – 7, 12
- Noel Redding – gitara basowa – 1, 3, 8 – 10, 13
- Buddy Miles – perkusja – 1, 2, 4 – 7, 11, 12
- Stephen Stills – śpiew i oorgany – 5, 11
- Johnny Winter – gitara rytmiczna – 8
- Lonnie Youngblood – śpiew i saksofon – 9

## Daty nagrań poszczególnych utworów
Wszystkie piosenki zostały nagrane w Record Plant Studios w Nowym Jorku, z wyjątkiem „Sweet Angel” nagranego w Olympic Studios w Londynie.
- „Mannish Boy” – nagrano 22 kwietnia 1969 roku.
- „Lover Man” – nagrano 15 grudnia 1969 roku.
- „Hear My Train a Comin’” – nagrano 9 kwietnia 1969 roku.
- „Stepping Stone” – nagrano 14, 18 listopada 1969 roku.
- „$20 Fine” – nagrano 30 września 1969 roku.
- „Power of Soul” – nagrano 21 stycznia i 3 lutego 1970 roku.
- „Jungle” – nagrano 14 listopada 1969 roku.
- „Things I Used To Do” – nagrano 7 maja 1969 roku.
- „Georgia Blues” – nagrano 19 marca 1969 roku.
- „Sweet Angel” - nagrano 28 stycznia 1968 roku.
- „Woodstock” – nagrano 30 września 1969 roku.
- „Send My Love to Linda” - nagrano 16 stycznia 1969 roku.
- „Cherokee Mist” - nagrano 2 maja 1968 roku.